# Make-up-Entferner

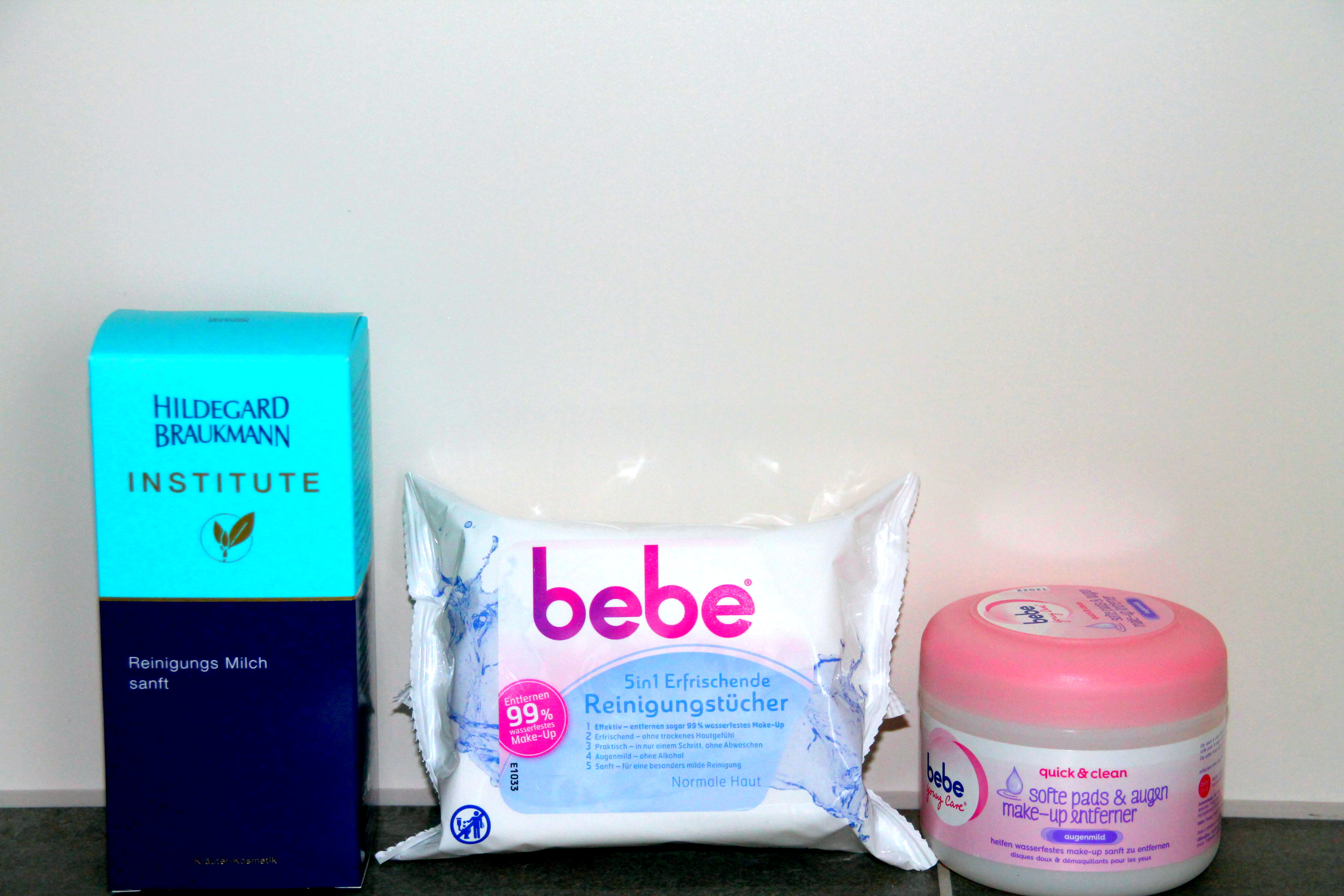
Verschiedene Make-up-Entferner

Make-up-Entferner (Abschminke) sind – meist ölbasierte – Hautreinigungsmittel. Diese sind häufig unpolar, da sich hiermit unpolare Substanzen wie Make-up besser entfernen lassen als mit Wasser. Dabei werden in der Kosmetik meist Öle und Fette in verschiedenen Formen verwendet. Man unterscheidet dabei je nach Zusammensetzung:
- Öl-in-Wasser-Emulsionen (O/W-Emulsionen)
- Wasser-in-Öl-Emulsionen (W/O-Emulsionen)
- Mischemulsionen[1]

## Anwendung
Bei der Anwendung von ölbasierenden Hautreinigungsmitteln wird das Mittel auf die betroffene Stelle der Haut gegeben und anschließend mit feuchten Händen über das Gesicht und den Hals verteilt. Dabei sollte das Mittel nicht einmassiert werden, damit der gelöste Stoff nicht wieder in die Haut gelangen kann. Das Gemisch sollte sofort mit einem Papiertuch oder Wattebausch abgewischt werden, damit es nicht einziehen kann. Manche Cremes oder milchartigen Produkte sollten noch zusätzlich mit lauwarmen Wasser abgespült werden.
Bei trockener oder empfindlicher Haut sollten ölbasierende Hautreinigungsmittel zum Abschminken verwendet werden, da mit Tensiden versetztes Wasser die Haut entfettet und den Säureschutzmantel der Haut angreift.

## Einteilung nach Inhaltsstoffen
Make-up-Entferner bzw. ölbasierende Hautreinigungsmittel bestehen meist zu einem Großteil aus Paraffin-Kohlenwasserstoffen. Zusätzlich enthalten manche noch milde Tenside und Polyethylenglykol als Lösungsmittel. Es werden häufig noch Emulgatoren oder Fette mit verzweigten Ketten beigemischt, da die sonstigen Inhaltsstoffe nicht in die Haut eindringen und so eine wasserundurchlässige Schicht auf der Hautoberfläche entstehen kann, was zu einer Porenverstopfung führen kann.
Durch weitere Inhaltsstoffe lassen sich die ölbasierenden Hauteingiungsmittel noch weiter unterteilen.

### Hautreinigungsöle und wasserfreie Fettcremes
Die einfachste und gut hautverträgliche Variante des Hautreinigungsöls wäre Olivenöl. Jedoch sind die Reinigungsöle im Handel meist Mischungen aus Ölen und Wachsen. Die wasserfreien Fettcremes sind so zusammengesetzt, dass sie beim Auftragen dünnflüssiger werden und somit leichter aufzutragen sind. Die Wasserdurchlässigkeit und Hautfreundlichkeit wird durch Emulgatoren oder Fette erreicht. Diese Cremes oder Öle können zusätzlich noch Isopropylpalmitat, Oleylalkohol, Butylglykolether, Butylstearat und Polyethylenglykol enthalten.

### Reinigungscremes

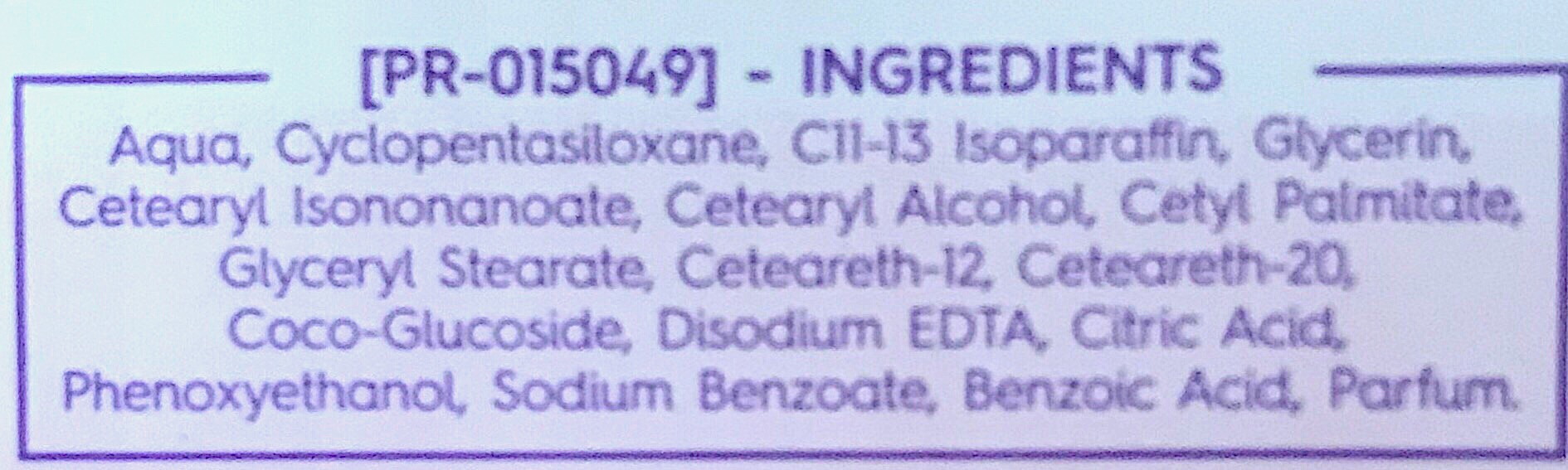
Inhaltsstoffe einer handelsüblichen Reinigunsgcreme (Deklaration nach INCI)

Die Zusammensetzung von Reinigungscremes ähnelt derjenigen von wasserfreien Fettcremes. Der Unterschied besteht darin, dass die Reinigungscremes mehr Wasser enthalten uns dich so wasserlösliche Verunreinigungen besser von der Haut entfernen lassen. Aus diesem Grund spricht man bei Reinigungscremes auch häufig von Hautreingungsemulsionen des W/O-Typs. Außerdem gibt es einen größeren Anteil an hautfreundlichen wasserbindenden und emulgierenden Stoffen wie z. B. Wollwachs, Wollwachsalkohole und Cetylalkohol. Solche Reinigungscremes sind häufig in Reinigungstüchern oder Reinigungspads vorzufinden.

### Cold-Cream-Typ
Die Hautreinigungsmittel vom Cold-Cream-Typ können weder als reine W/O- noch als reine O/W-Emulsion bezeichnet werden, da sie ein spezielles Emulgator-System besitzen. Dieses Emulgator-System ist meist ein Bienenwachs-Borax-Emulgator. Aufgrund dieses Emulgator-Systems hat der Cold-Cream-Typ eine sehr glatte Konsistenz, eine schneeweiße Farbe und ist leicht streichbar. Auf eine genauere Zusammensetzung wird in diesem Artikel verzichtet, da die Cold-Creams auch als Allzweckcremes bezeichnet werden. Das bedeutet, dass Cold-Creams verschiedene Verwendungszwecke besitzen und je nach Verwendungszweck besitzt diese Creme eine andere Rezeptur. Die einzige Gemeinsamkeit ist lediglich das spezielle Emulgator-System.

### Reinigungsmilch

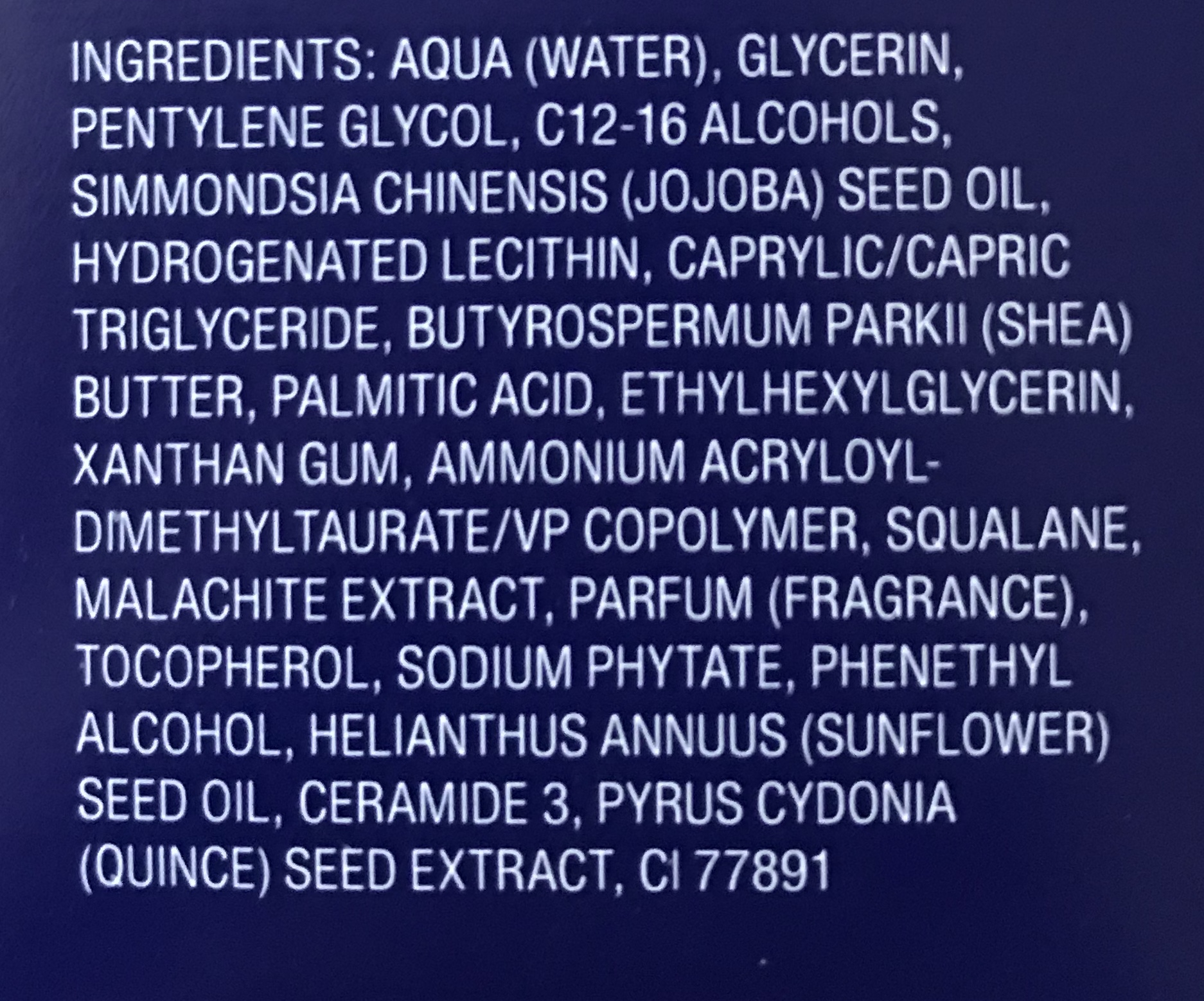
Inhaltsstoffe einer handelsüblichen Reinigungsmilch (Deklaration nach INCI)

Bei der Reinigungsmilch handelt es sich um eine Öl-in-Wasser-Emulsion. Dabei wird die Reinigungsmilch häufig mit der wasserbasierenden Körperlotion (Hautmilch) verwechselt, welche für die Hautpflege bestimmt ist. Die Reinigungsmilch beinhaltet jedoch im Vergleich Mineralöle zur besseren Reinigung. Die Emulgatoren in Reinigungsmilchen sind meist Aminosäuren. Auch kommen Glycerin, Schleimstoffe, Wollwachs und Cetylalkohol in geringen Mengen vor.

### Gesichtswaschcremes
Die Gesichtswaschcreme ist eine Öl-in-Wasser-Emulsion, welche zusätzlich Mineralöle und große Anteile von nichtionischen und anionischen Emulgatoren beinhaltet. Diese Creme wird nach der Reinigung abgewaschen.

## Handelsformen
Make-Up Entferner sind in vielen verschiedenen Formen erhältlich:
- Reinigungsschaum,
- Reinigungsmilch,
- Waschcreme,
- Reinigungsöle (zum Entfernen von Pastenresten, Schminke und in der Babypflege) und
- gebrauchsfertige Pads oder Tücher, die mit derartigen Produkten getränkt sind.